# Asedio de Deventer (1578)
El asedio de Deventer fue un cerco de la ciudad de Deventer puesto por las tropas de los Estados Generales bajo el mando de George van Lalaing, conde de Rennenberg del 3 de agosto al 19 de noviembre de 1578 durante la Guerra de los Ochenta Años. Con el asedio los rebeldes querían proteger las regiones de Holanda y Utrecht del poder español. Desde 1572 la ciudad había estado ocupada por el regimiento alemán Polweiler que servía al Imperio español representado por don Juan de Austria. Después de que Lalaing pusiera en práctica una serie de ataques estratégicos, la ciudad estaba preparada para negociar la rendición y el 19 de noviembre de 1578 se entregó a las tropas Estatales. 
El conde van Lalaing devoto católico, cambiaría de bando el 3 de marzo de 1580, entregando la ciudad de Groninga a las tropas españolas. Luchando por España, tomando Delfzijl, Lingen y Oldenzaal. Hasta su muerte el 23 de julio de 1581.
La ciudad sería recuperada por los españoles el 29 de enero de 1587, debido a la traición del inglés Guillermo Estanley y definitivamente ocupada por las Provincias Unidas tras el asedio de (1591).